# R. O. Morris
Reginald Owen Morris (* 3. März 1886 in York; † 14. Dezember 1948 in London) war ein englischer Komponist und Musikpädagoge.

## Leben und Wirken
Morris besuchte die Harrow School und das New College in Oxford und studierte am Royal College of Music in London. Er diente im Ersten Weltkrieg in der Durham Light Infanterie im Rang eines Lieutenant und wurde dann Professor für Kontrapunkt und Komposition am Royal College of Music, wo u. a. Gerald Finzi, Michael Tippett, Constant Lambert, Robin Milford, Anthony Milner, Edmund Rubbra, Bernard Stevens und Jean Coulthard zu seinen Schülern zählten. Von 1926 bis 1931 war er Direktor für Musiktheorie und Komposition am Curtis Institute of Music in Philadelphia. 1922 veröffentlichte er eine Introduction to Counterpoint, Contrapuntal Technique in the Sixteenth Century. Er komponierte Sinfonien und andere Orchesterwerke, vier Streichquartette
und Vokalwerke.